# Quận Turner, South Dakota

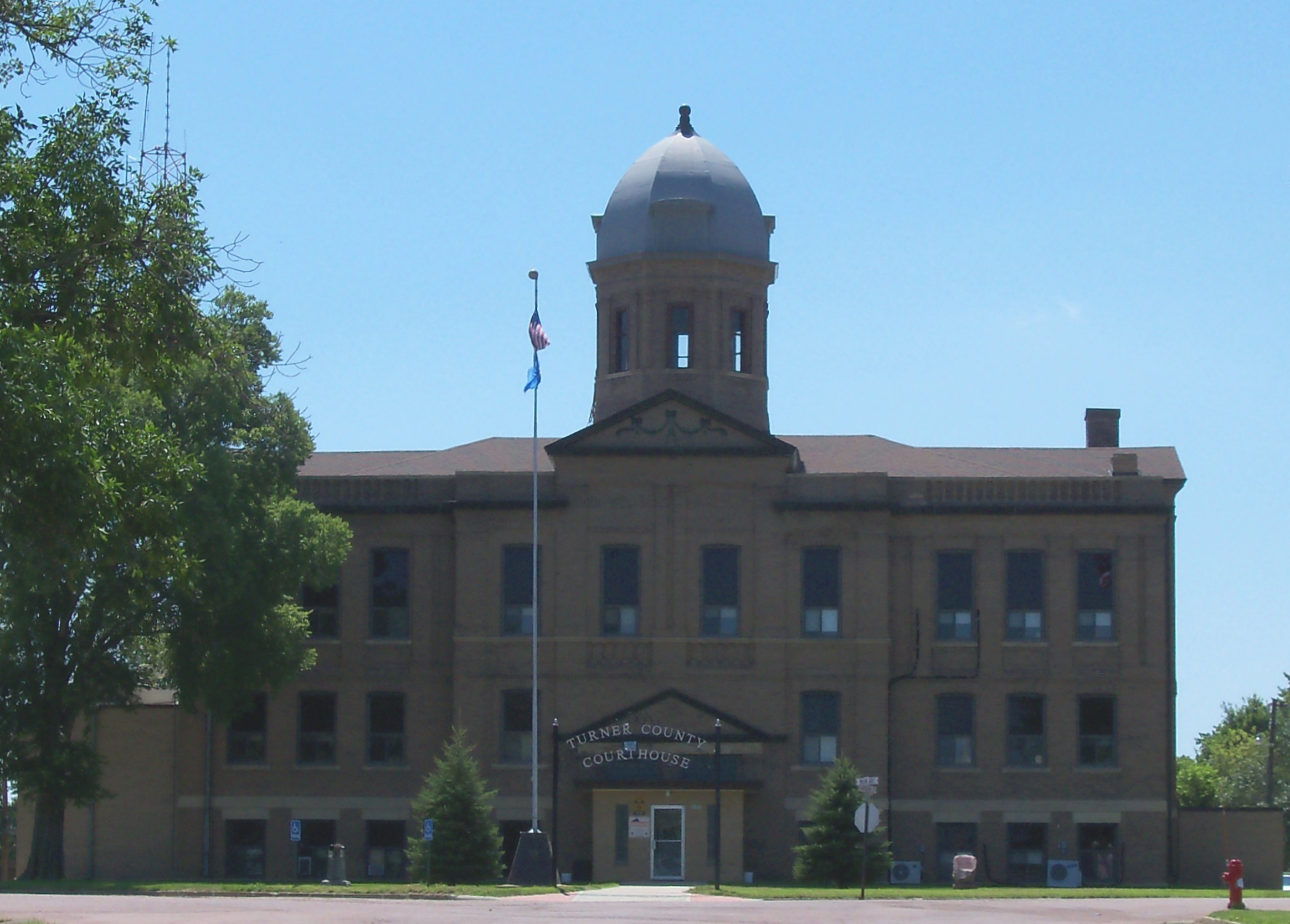
Toà nhà Turner

Quận Turner là một quận thuộc tiểu bang Nam Dakota, Hoa Kỳ. Quận lỵ đóng ở , Nam Dakota6. Quận được đặt tên theo. Dân số theo điều tra năm 2000 của Cục điều tra dân số Hoa Kỳ là người.

## Địa lý
Theo Cục điều tra dân số Hoa Kỳ, quận này có diện tích km2, trong đó có km2 là diện tích mặt nước.